# Erica Batchelor
Erica Anne Batchelor, po mężu van Coller (ur. 10 sierpnia 1933 w Poole) – brytyjska łyżwiarka figurowa, startująca w konkurencji solistek. Uczestniczka igrzysk olimpijskich (1956), brązowa medalistka mistrzostw świata (1956), wicemistrzyni (1954) i trzykrotna brązowa medalistka mistrzostw Europy (1953, 1955, 1956), mistrzyni Wielkiej Brytanii (1957).

## Osiągnięcia
| Zawody                        | 51–52          | 52–53          | 53–54          | 54–55          | 55–56          | 55–57          |                |                |                |                |                |                |                |                |                |                |                |
| Międzynarodowe                | Międzynarodowe | Międzynarodowe | Międzynarodowe | Międzynarodowe | Międzynarodowe | Międzynarodowe | Międzynarodowe | Międzynarodowe | Międzynarodowe | Międzynarodowe | Międzynarodowe | Międzynarodowe | Międzynarodowe | Międzynarodowe | Międzynarodowe | Międzynarodowe | Międzynarodowe |
| ----------------------------- | -------------- | -------------- | -------------- | -------------- | -------------- | -------------- | -------------- | -------------- | -------------- | -------------- | -------------- | -------------- | -------------- | -------------- | -------------- | -------------- | -------------- |
| Igrzyska olimpijskie          |                |                |                |                | 11             |                |                |                |                |                |                |                |                |                |                |                |                |
| Mistrzostwa świata            | 9              | 9              | 3              | 5              | 8              | 9              |                |                |                |                |                |                |                |                |                |                |                |
| Mistrzostwa Europy            | 10             | 3              | 2              | 3              | 3              | 5              |                |                |                |                |                |                |                |                |                |                |                |
| Krajowe                       |                |                |                |                |                |                |                |                |                |                |                |                |                |                |                |                |                |
| Mistrzostwa Wielkiej Brytanii |                |                |                |                |                | 1              |                |                |                |                |                |                |                |                |                |                |                |